# كوين (مالقة)
بلدية ذكوان أو (نقحرة: كوين) (بالإسبانية: Coín) هي بلدية تقع في مقاطعة مالقة التابعة لمنطقة أندلسية جنوب إسبانيا.

## الديموغرافيا
بلغ عدد سكان بلدية ذكوان 22.159 نسمة عام 2011 (وفقاً للمعهد الوطني الإسباني للإحصاء).
| 17.572 | 17.627 | 18.255 | 20.116 | 20.870 | 21.866 | 22.159 |

## أعلام
- فرنسيس غيريرو
- خوانمي